# Motten (Gemeinde Heidenreichstein)

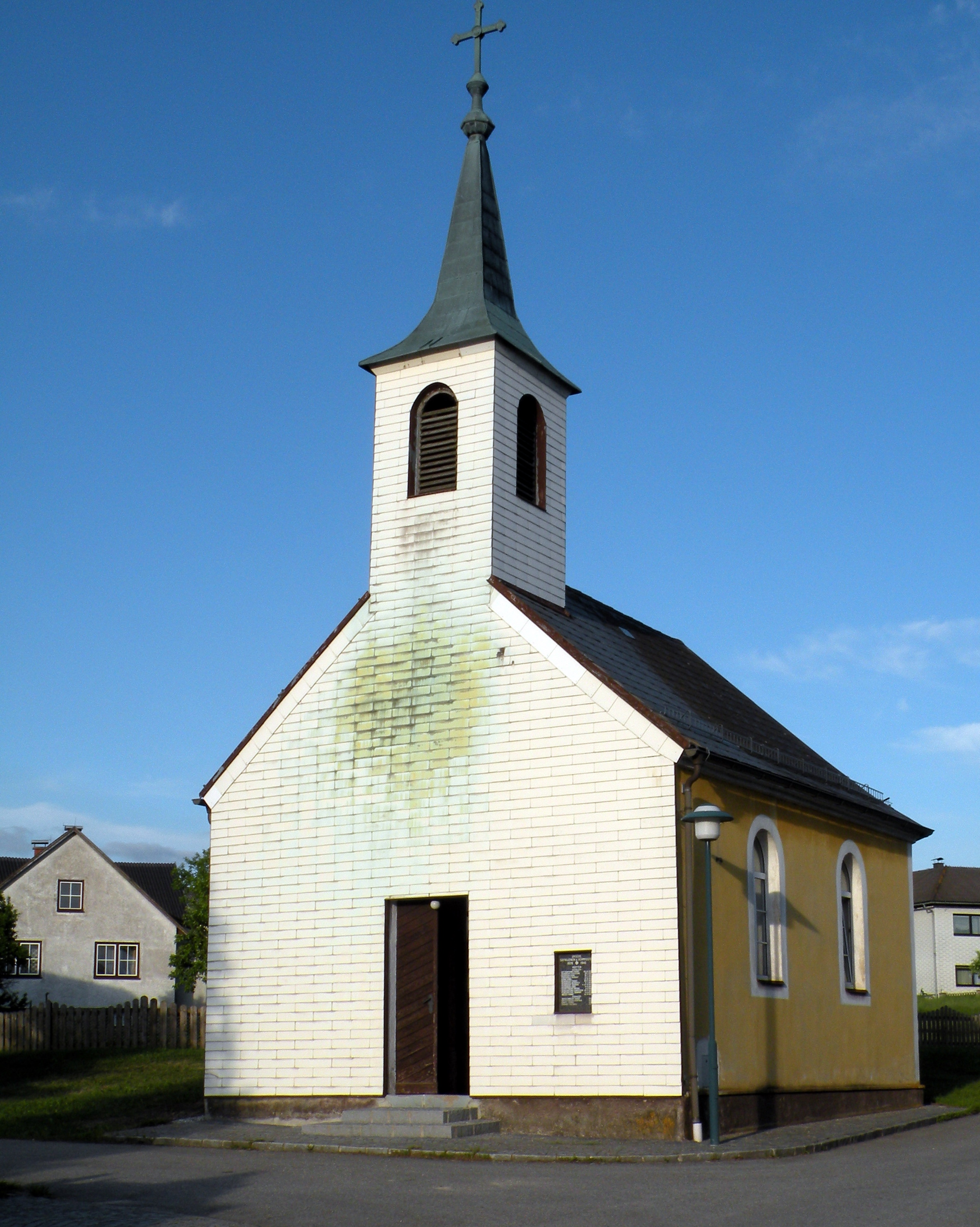
Ortskapelle Motten (Heidenreichstein)

Motten ist eine Ortschaft und gleichzeitig eine Katastralgemeinde der Stadtgemeinde Heidenreichstein im nordwestlichen Waldviertel mit 121 Einwohnern (Stand 1. Jänner 2024). Der Ort ist ein Reihendorf mit Waldhufenanlage.

## Geographie
Motten grenzt im Nordwesten, im Westen und im Süden und Südwesten an die Katastralgemeinde Heidenreichstein. Im Norden grenzt das Gebiet der Katastralgemeinde Reinberg-Heidenreichstein der Gemeinde Eggern an Motten. Die Gemeinde Pfaffenschlag grenzt im Osten mit der Katastralgemeinde Rohrbach und im Südosten mit der Katastralgemeinde Eisenreichs an die Katastralgemeinde Motten. Während die Gemeinde Eggern zum Bezirk Gmünd gehört, befindet sich Pfaffenschlag im Bezirk Waidhofen an der Thaya. Der Ort liegt auf 597 m ü. A., die höchste Erhebung der Katastralgemeinde ist der Mottenberg mit 635 m ü. A. Zur Ortschaft zählt auch die Häusergruppe Steinbruckhäuser. Am 1. April 2020 umfasste die Ortschaft 71 Adressen.

## Europäische Hauptwasserscheide
Die Europäische Hauptwasserscheide verläuft durch Motten. Ein Teil der Bäche entwässert nach Westen über Heidenreichstein – Braunaubach weiter letztlich in die Elbe und zur Nordsee. Der andere Teil entwässert nach Osten in die Thaya und damit über March und Donau in das Schwarze Meer.

## Geschichte
Der Ortsname leitet sich von einem Otto ab, das M vor dem eigentlichen Ortsnamen wurde aus der Wortfügung „bei dem Otto“ übernommen. Motten wurde 1369 erstmals urkundlich erwähnt, wurde 1784 zur Katastralgemeinde und im Jahr 1822 wurde der Ort als Dorf mit 19 Häusern genannt, das nach Heidenreichstein eingepfarrt war, wohin auch die Kinder eingeschult wurden. Die Herrschaft Heidenreichstein besaß die Ortsobrigkeit, übte die Landgerichtsbarkeit aus, besorgte die Konskription und hatte die Grundherrschaft inne. Motten konstituierte sich 1850 mit damals 124 Einwohnern gemeinsam mit der Katastralgemeinde Rohrbach zur politischen Gemeinde Rohrbach.
Eine 1925 bereits beschlossene Trennung der beiden Katastralgemeinden wurde nicht durchgeführt. Anlass für unterschiedliche Meinungen waren die unterschiedliche Schul- und Pfarrzugehörigkeit zu Pfaffenschlag beziehungsweise Heidenreichstein. Erst 1966 wurde die Eingemeindung von Rohrbach nach Pfaffenschlag und Motten zu Heidenreichstein vom Gemeinderat beschlossen und mit Wirkung 1. Jänner 1972 durchgeführt.
1884 wurde die Ortskapelle und 1924 ein neues Feuerwehrhaus gebaut. 1962 errichteten die Brüder Kollmann in den Steinbruckhäusern einen Betrieb zur Erzeugung von Schulmöbeln, teilweise für den Export.

## Sommerakademie Motten
2002 gründete Alf Krauliz die seither jährlich unter seiner Leitung durchgeführte Sommerakademie im Seminarzentrum „Haus vom freundlichen Sessel“ in Motten. Die Seminare und Veranstaltungen richten sich an die Einheit von Körper, Seele, Geist, Sinn und Entwicklung der eigenen Kreativität.
Zu Gast als Akteure oder Vortragende waren dort unter anderen Adi Hirschal (2002), Global Kryner (2003), Roland Düringer (2004, 2005, 2006, 2007, 2008, 2009), Werner Brix (2007), Emil Brix (2007), Dolores Schmidinger (2009).

## Bürgermeister
- Johann Flicker (1906)
- F. Apfelthaler (1921)
- Johann Wirth (1925)
- Franz Reininger (1937)
- Julius Macho (1945)
- Franz Flicker (1946)
- Franz Habisohn (1965)
- Alois Pöschl (1970)

## Ehrenbürger
- Pfarrer Stadtfeld von Pfaffenschlag
- Franz Flicker, Bürgermeister
- Franz Allram, Gemeinderat